# Ernst Ulbrich

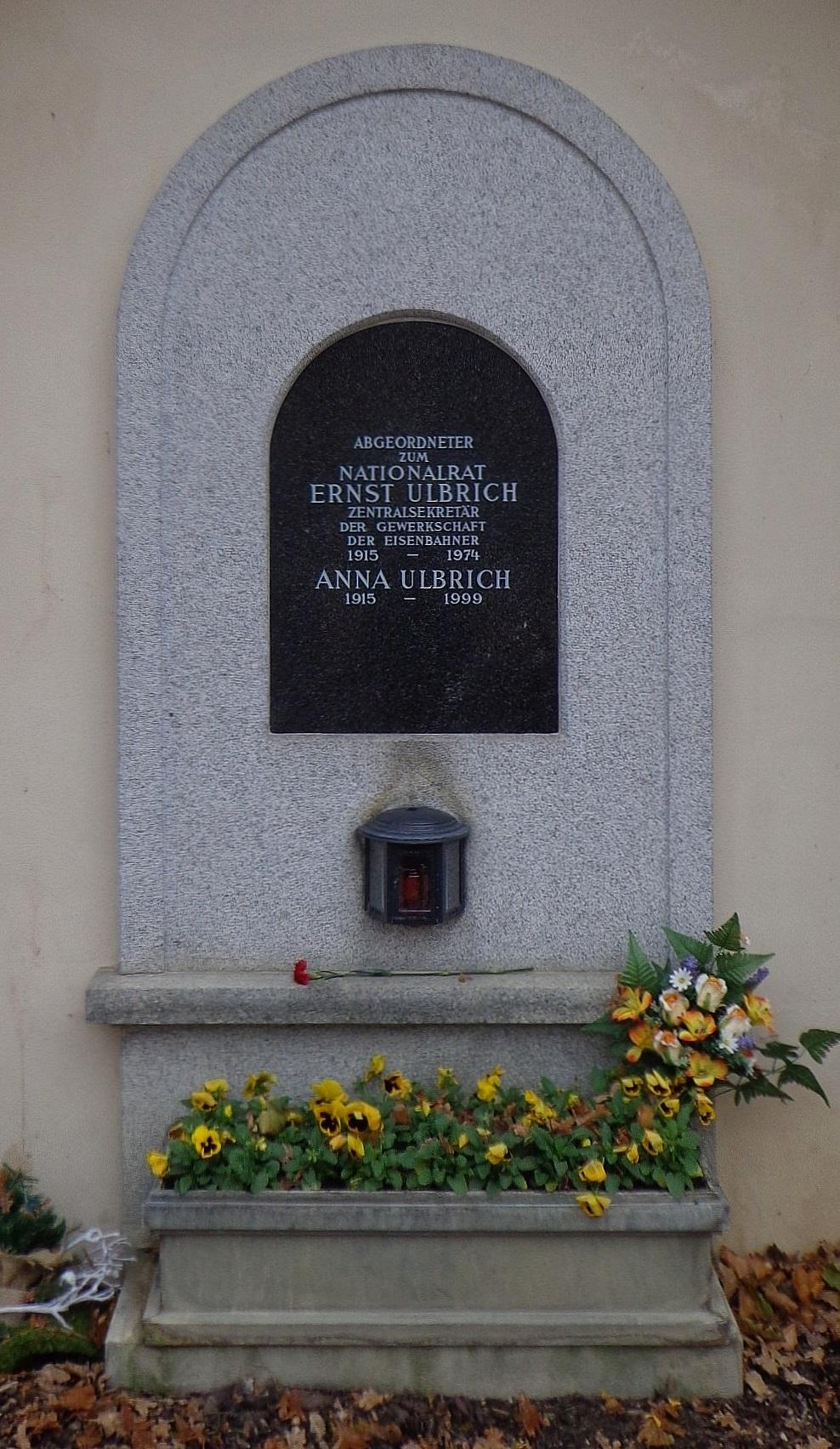
Feuerhalle Simmering – Urnengrab von Ernst Ulbrich

Ernst Ulbrich (* 30. Jänner 1915 in Wien; † 5. Dezember 1974 ebenda) war ein österreichischer Politiker (SPÖ) und Bundesbahnbeamter. Er war von 1965 bis 1974 Abgeordneter zum Nationalrat.
Ulbrich besuchte fünf Klassen der Volksschule und absolvierte nach drei Klassen in der Bürgerschule drei Klassen einer Fortbildungsschule. Er lernte den Beruf des Installateurs und trat 1938 in den Dienst der Bahn. Nach dem Zweiten Weltkrieg wurde er 1947 Sekretär der Gewerkschaft der Eisenbahner und 1959 deren Zentralsekretär.
Ulbrich trat während der Verbotsphase der Sozialdemokratischen Partei den Revolutionären Sozialisten bei und besuchte nach dem Zweiten Weltkrieg 1946 die Wiener Parteischule der SPÖ. Zudem absolvierte er 1948 die Gewerkschaftsschule und 1949 die Sozialakademie. Er wurde 1948 Kammerrat der Arbeiterkammer Wien und 1959 deren Vizepräsident. Zudem war er Vorsitzender der sozialistischen Fraktion der Gewerkschaft der Eisenbahner und vom 3. November 1965 bis zu seinem Tod am 5. Dezember 1974 Abgeordneter zum Nationalrat.
Ernst Ulbrichs Grab befindet sich auf dem Friedhof der Feuerhalle Simmering (Abteilung ML, Gruppe 28, Nummer 1G).